# Ermita del Calvario (Bechí)
La ermita del Calvario de Bechí está situada al NO de la población, en las afueras, cerca de la calle de Onda, inicio del camino que llega a Onda, en la Comunidad Valenciana. Ante la ermita se encuentran las capillas del Calvario, todo incluido en un jardín cerrado de unos 5.000 m², al que se accede por una puerta dedicada a San Miguel Arcángel. Una peculiaridad del Calvario de Bechí es su situación en un lugar llano, único ejemplo conservado de toda la Plana de Castellón.

## Historia
A petición del pueblo, el obispado de Teruel, al que pertenecía la población, autorizó la construcción de la ermita del Calvario, y comisionó a Gaspar Martínez, rector de la parroquia, la bendición de la primera piedra, que se produjo el 7 de abril de 1755. Las obras iban atrasadas y fue mosén Miquel Franch, presbítero beneficiado de la parroquia y depositario de las limosnas del Calvario, que con su esfuerzo hizo posible la terminación de las obras. Así, el 15 de septiembre de 1771 se bendijo la campana de la ermita y el 10 de noviembre del mismo año el rector de la parroquia celebró la primera misa y bendijo la ermita.
Desde 1981 se ha ido restaurando el recinto del Calvario con construcción de la valla, y la rehabilitación de la ermita, las estaciones y la portada de San Miguel. El 10 de noviembre de 2007 es bendecido todo el conjunto con motivo de la finalización de la restauración.

## Arquitectura

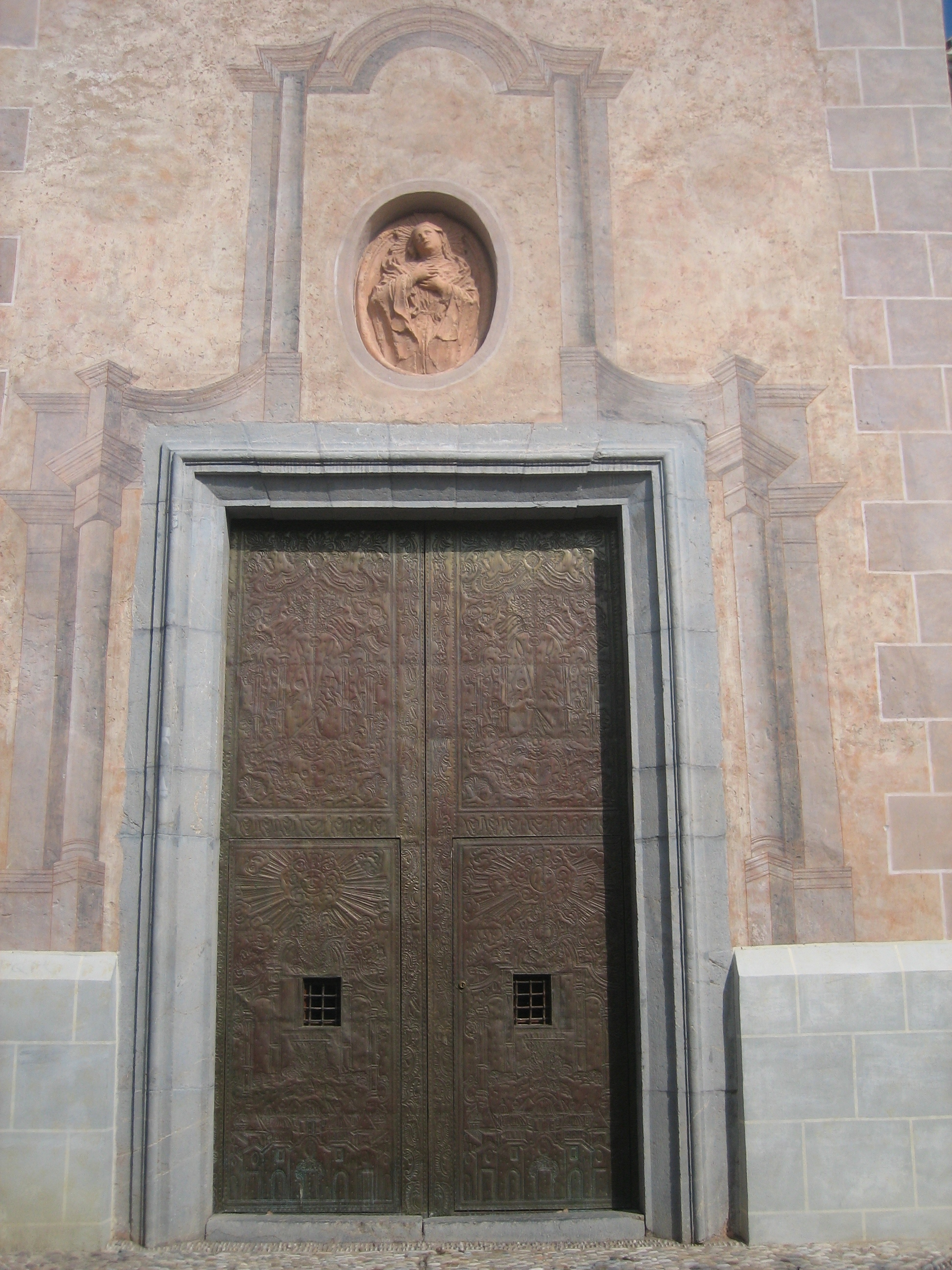
Portada.

Al traspasar la portada de ingreso del recinto del Calvario, aparece un camino que desde el perímetro del jardín rectangular va rodeando varias veces la ermita del Calvario formando el vía crucis, hasta llegar a la puerta de la ermita. Las estaciones van apareciendo al lado del camino, tienen planta cuadrada de 85 cm de lado y cerca de 2 metros de altura, y en la parte central se abre una capilla donde se coloca un retablo cerámico. El único retablo original que se conserva corresponde a la Verónica secándose el sudor de la cara de Jesús.
La planta del edificio está centralizada, alrededor de un espacio cuadrado cubierto por una cúpula, la cual se sostiene por medio de un tambor octogonal con ventanas en los lados, enmarcadas con pilastras. A partir de este centro se disponen el ábside y los dos brazos del crucero, formando tres espacios idénticos, y un cuarto espacio rectangular, donde se sitúa la puerta de acceso, y todos estos espacios con una cubierta de cuarto de esfera.
La portada de la ermita es sencilla, con el dintel y las jambas de sillares moldurados, y por encima, un vacío ovalado que contiene una imagen esculpida de la Virgen de los Dolores. Todo enmarcado por decoración arquitectónica con pilastras y columnas. La fachada se remata con una cornisa mixtilínea y encima, una espadaña.

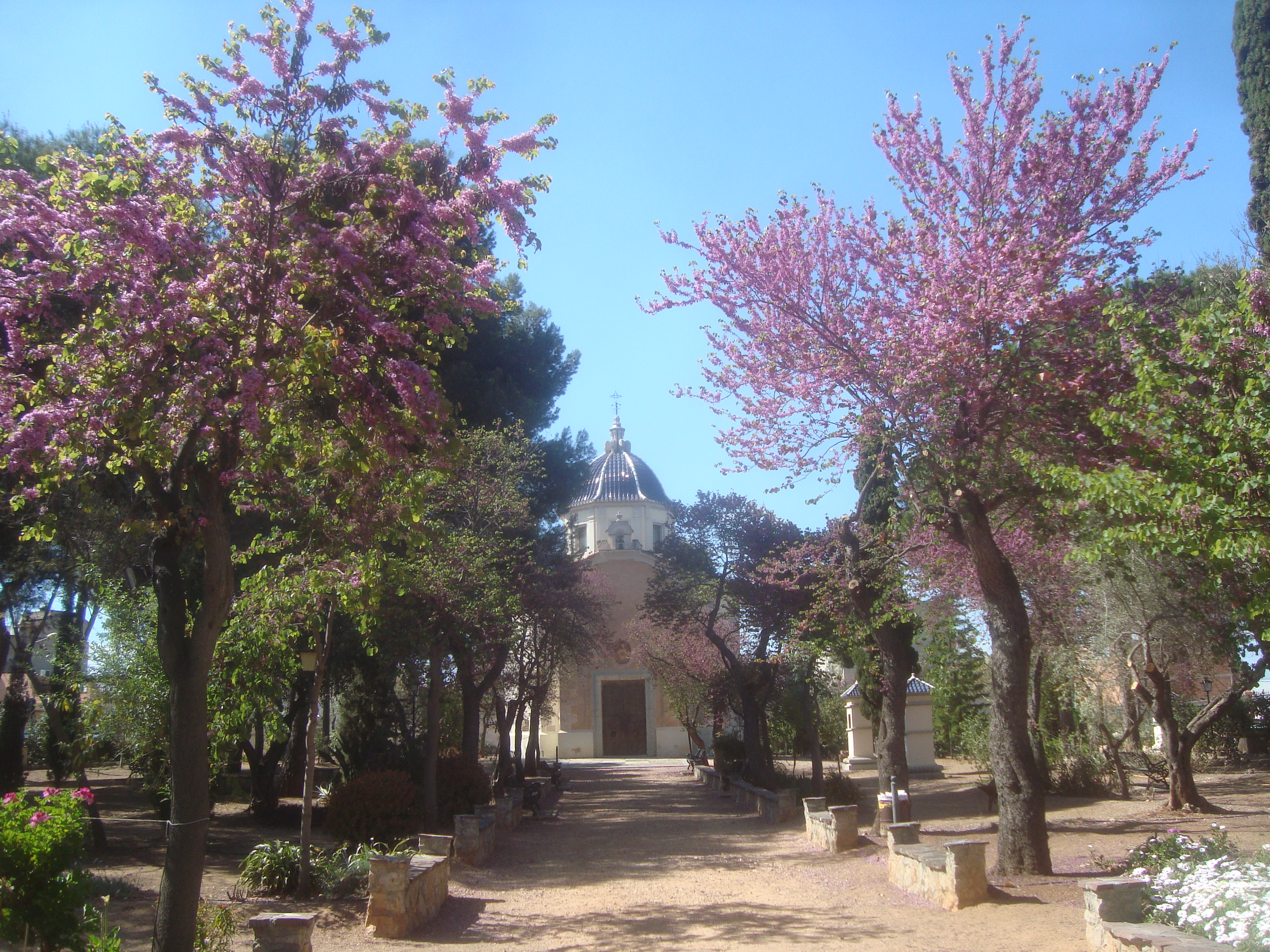
Ermita y Calvario de Betxí-Bechí (Castellón).

En el interior, pilastras con el fuste estriado, capitel compuesto y un entablamento con una fuerte cornisa que recorre todo el interior del edificio, soportan los arcos torales, mientras las pilastras que soportan las bóvedas laterales son más estrechas y con el fuste liso. El elemento decorativo que más se repite son las rocallas doradas. Su estado de conservación es bueno.
Bautista i Garcia atribuye el edificio, así como el diseño de las hojas metálicas de la puerta al arquitecto Juan José Nadal, que en la época en que fue proyectado dirigía las obras de construcción de la parroquia de la vecina Vila-real.

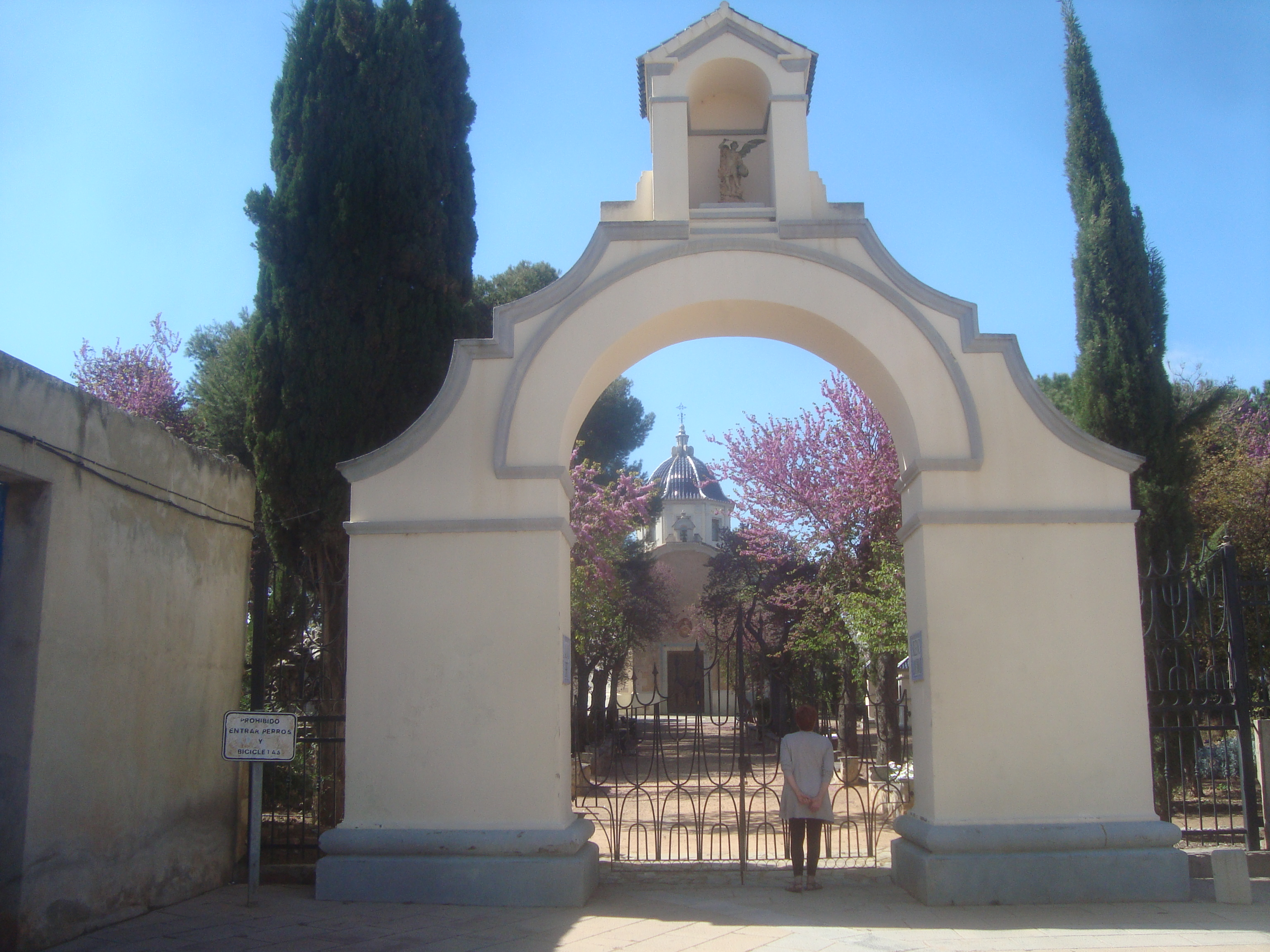
Calvario

## Bibliografía

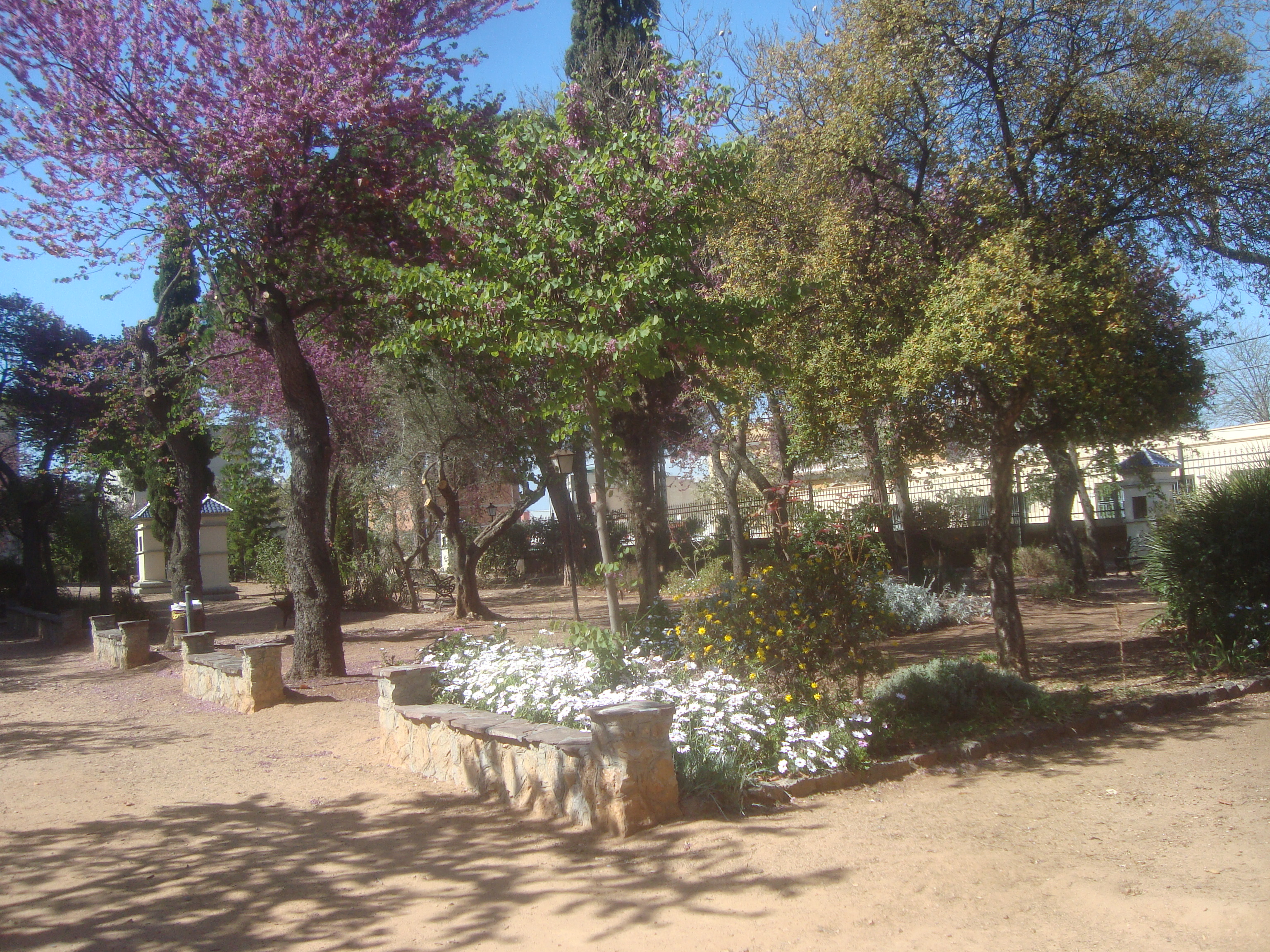
Recinto del Calvario de Betxí-Bechí (Castellón).